# Georg Gresko
Georg Gresko (* 7. Februar 1920 in Berlin-Wedding; † 28. Juli 1962 in Hamburg) war ein deutscher Maler und Grafiker.

## Leben und Werk
Bereits 1934 wurde Gresko Abendschüler bei dem Maler Otto Nagel. Ab 1936 begann er eine Glasmalerlehre. Die ersten Nachkriegsjahre verbrachte Gresko in Berlin, wo er 1949 eine Künstlerselbsthilfe organisierte, die Grafiken-Auflagen zu niedrigem Preis verkaufte und so ihren Mitgliedern eine kleine, regelmäßig fließende Zusatzeinnahme ermöglichte. 1948 nahm er in Dresden mit einer Zeichnung („Der Zettelbaum“) an der Ausstellung „150 Jahre soziale Strömungen in der bildenden Kunst“ teil. 1952 wurde er Träger des Berliner Kunstpreises und übernahm eine Dozentur an der Meisterschule für Graphik und Buchgewerbe in Berlin. 1957 wurde Gresko von Hans-Werner von Oppen als Dozent an die Hochschule für bildende Künste Hamburg (HfbK) geholt und übernahm die Grafik-Klasse, 1960 erhielt er dort eine Professur. Er gehörte mit Horst Janssen und Paul Wunderlich, Professor an der HfbK wie er, zu einem Freundeskreis Hamburger Künstler. Zu seinen bekanntesten Schülern gehören die Maler und Grafiker Bruno Bruni und Wolfgang Oppermann.